# Frank Holzke
Frank Holzke (* 8. Juli 1971 in Köln) ist ein deutscher Schachgroßmeister und Jurist.

## Leben
Frank Holzke besuchte eine Grundschule in Bergisch Gladbach-Refrath und anschließend das Albertus-Magnus-Gymnasium Bensberg im Bergisch-Gladbacher Stadtteil Kaule, an dem er 1990 sein Abitur ablegte. Nach einem Zivildienst in einem Altersheim in Köln studierte er Rechtswissenschaft an der Universität zu Köln. Seine 1. Staatsprüfung legte er in Köln 1996 ab und war danach Rechtsreferendar. Nach seiner 2. Staatsprüfung 1999 war er Wissenschaftlicher Mitarbeiter am Rechtszentrum für europäische und internationale Zusammenarbeit (R.I.Z.) der Universität Köln in der Abteilung für Europarecht und Völkerrecht. 2001 promovierte er zum Thema Der Begriff Sport im deutschen und im europäischen Recht. Er war in den Jahren 2002 bis 2015 Verwaltungsrichter am Verwaltungsgericht Düsseldorf.

## Schachliche Erfolge
1987 wurde er in Bünde deutscher U17-Meister. 1988 gewann er bei einem Simultanturnier in Köln gegen Kasparow. 1991 wurde er in Braunschweig mit der SG Porz deutscher U20-Jugendmannschaftsmeister. Holzke spielte am zweiten, Christopher Lutz am ersten Brett.
Holzke trägt seit März 2008 den Titel Großmeister. Die Normen hierfür sicherte er sich bei der Schacheuropameisterschaft im April 2007 in Dresden mit Übererfüllung sowie im November 2007 beim Open in Bad Wiessee.
Seit den 1980er Jahren spielt Holzke in den höchsten beiden deutschen Spielklassen. Zunächst für die SG Porz (in der 2. Liga West und ab der Saison 1996/97 auch in der deutschen Schachbundesliga), von der Saison 1998/99 bis zur Saison 2012/13 für den SV Wattenscheid, dort ausschließlich in der Bundesliga. Mit der SG Porz wurde er 1998 deutscher Mannschaftsmeister.

## Schachkomposition
Holzke hat einige Studien verfasst.
|   | a | b | c | d | e | f | g | h |   |
| 8 |   |   |   |   |   |   |   |   | 8 |
| 7 |   |   |   |   |   |   |   |   | 7 |
| 6 |   |   |   |   |   |   |   |   | 6 |
| 5 |   |   |   |   |   |   |   |   | 5 |
| 4 |   |   |   |   |   |   |   |   | 4 |
| 3 |   |   |   |   |   |   |   |   | 3 |
| 2 |   |   |   |   |   |   |   |   | 2 |
| 1 |   |   |   |   |   |   |   |   | 1 |
|   | a | b | c | d | e | f | g | h |   |

Lösung:

Weiß hat nur den Weg, mit einem Figurenopfer das Zusammenspiel seiner Figuren zu koordinieren.

1. Sf7–e5! Dg6–e8+

2. Kh8–h7 De8xe5

3. f2–f4! Die Pointe: Die Dame ist gefangen.De5–b2

4. Td1–b1 Db2xb1 Der Versuch, die Fessel aufzulösen, wird mit einer Springergabel pariert.

5. Sd5–c3+ Kb5–c4

6. Sc3xb1 Weiß gewinnt, weil sein Bauer rechtzeitig durch den König gedeckt werden kann.